# 2022 100 legnagyobb slágere

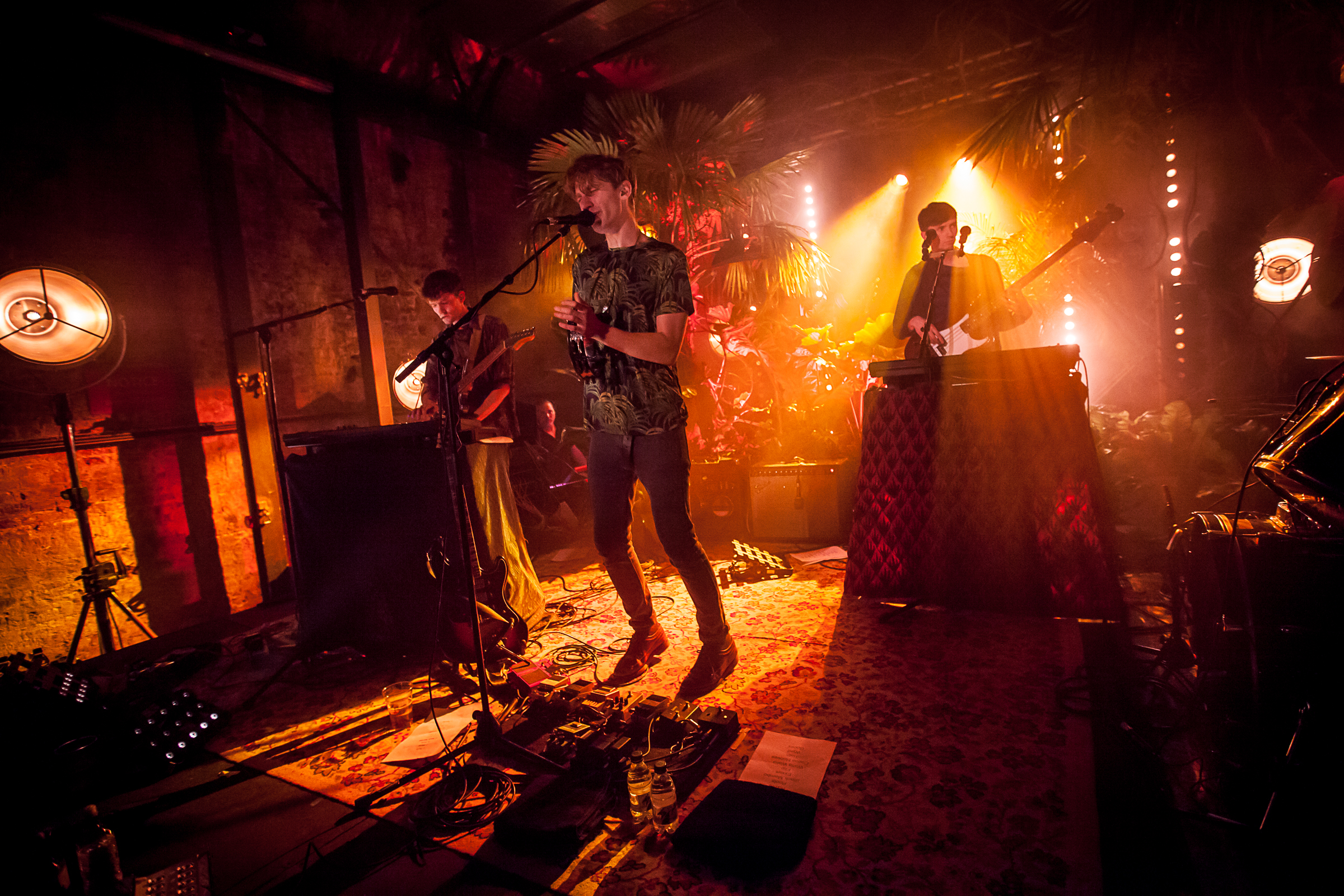
A Glass Animals Heat Waves című dala lett az év legsikeresebb dala. A lista 2021-es kiadásán 16. volt. Öt hetet töltött az első helyen 2022-ben és összességében rekordnak számító 91 hetet a listán

Alább a 2022 év végén a Billboard által kiadott slágerlistán felsorolt dalok szerepelnek. Az éves listát az adott év 100 legsikeresebb dalából állítják össze a Nielsen SoundScan adatai alapján. A lista 2022. december 1-én jelent meg, 2021. november 20. és 2022. november 12. közötti adatokat felhasználva. Az első helyet a Glass Animals Heat Waves című dala foglalta el, ami öt hetet töltött a lista élén. Összességében 91 hétig szerepelt a listán, amivel a slágerlista történetének leghosszabb ideig szereplő dala.

## A lista

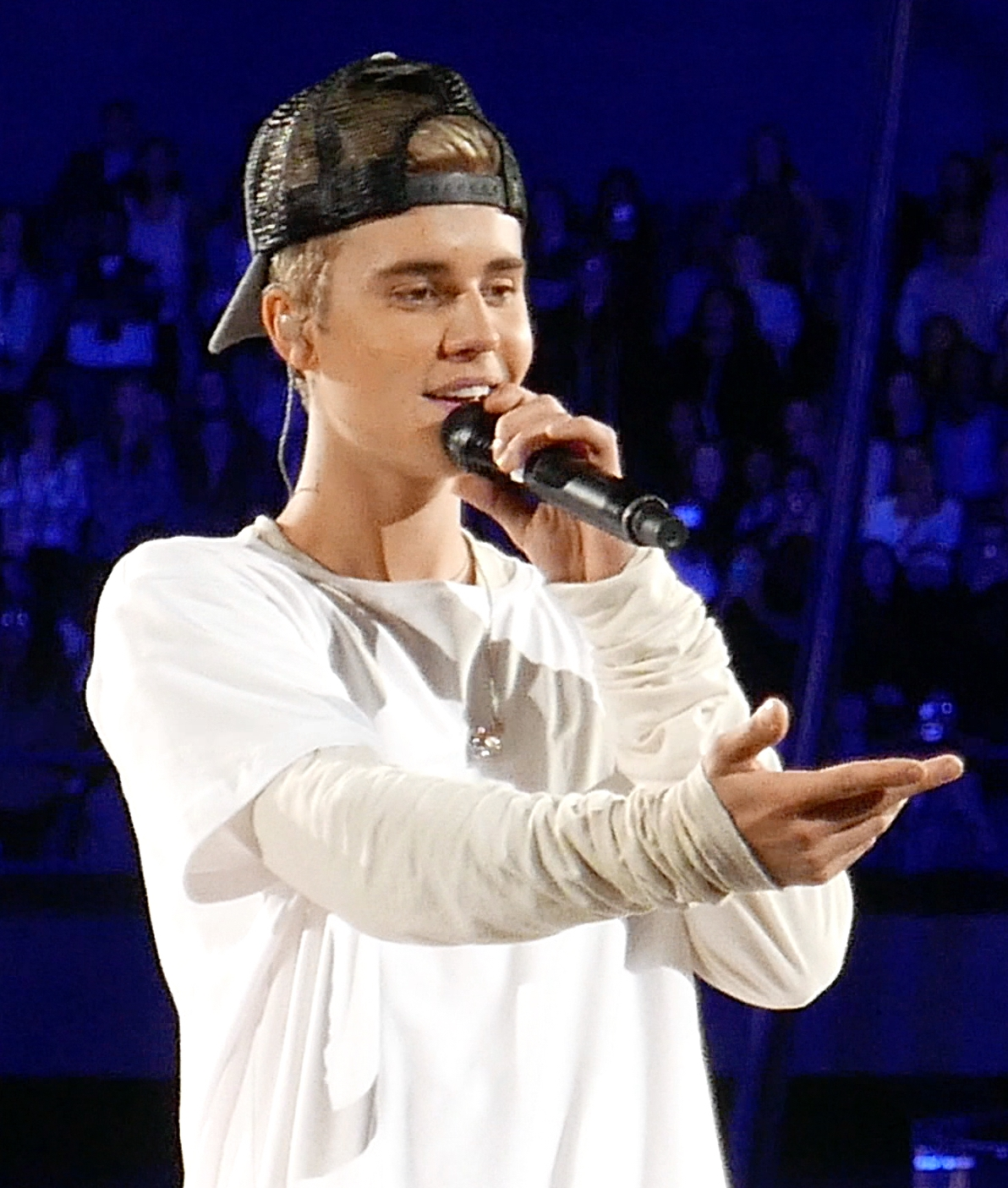
Justin Bieber két dala is szerepel a lista első tíz helyén, a Stay és a Ghost

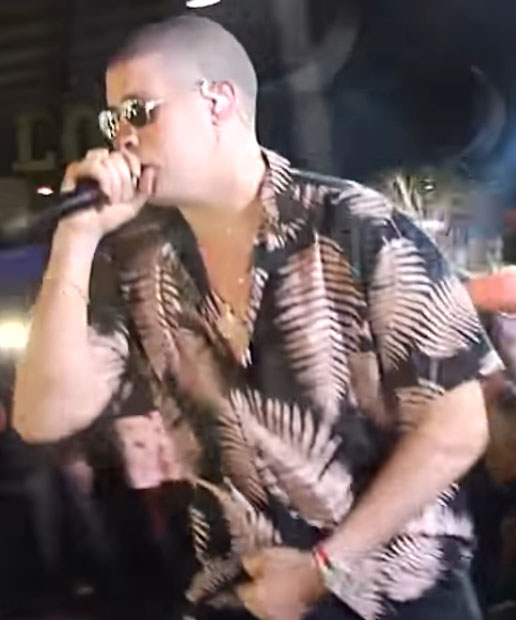
Bad Bunny hét dala szerepel a listán Un Verano Sin Ti című albumáról, amivel Doja Cattel együtt a legtöbb száma kap helyet az első százban. A hét dalból három szerepel az első ötven helyen, a Me Porto Bonito (20.), a Tití Me Preguntó (22.) és a Moscow Mule (44.)

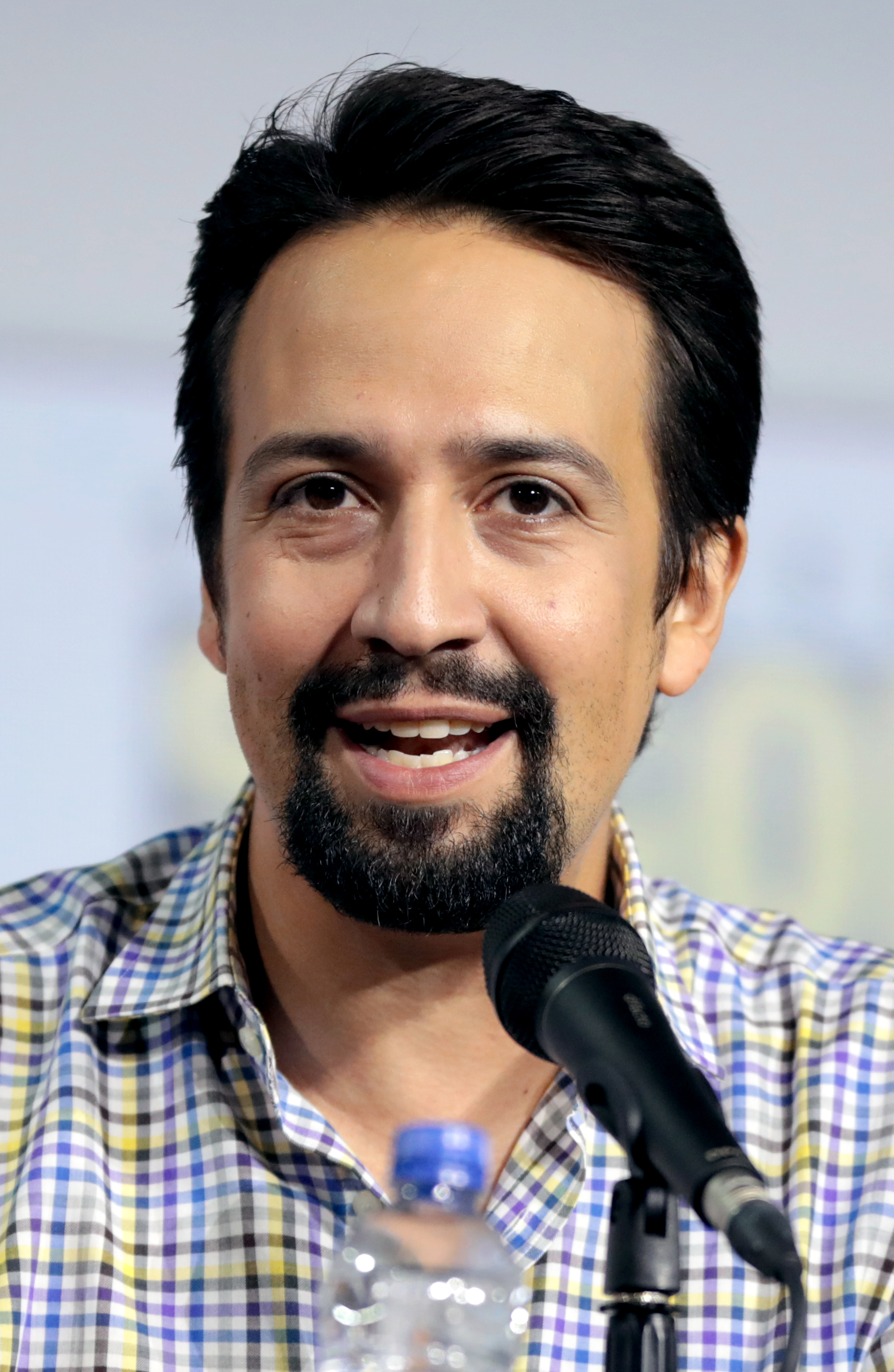
A Disney 2021-es Encanto című animációs filmjéből két dal került a listára. A We Don’t Talk About Bruno (24.) és a Surface Pressure (53.). Mindkét dalt Lin-Manuel Miranda (a képen) szerezte

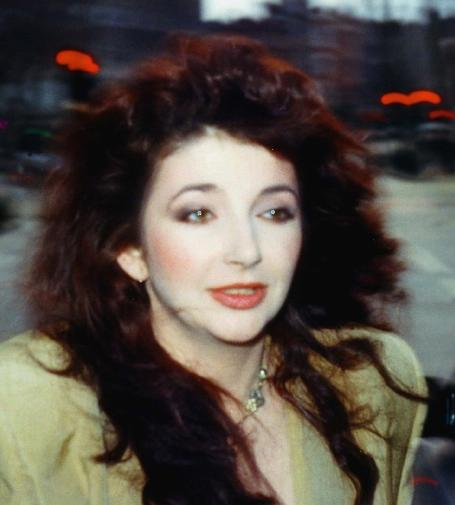
Miután szerepelt a Stranger Things negyedik évadában, Kate Bush (a képen) 1985-ös kislemeze, a Running Up That Hill (A Deal with God) 3. lett a listán és az első tíz hely egyikén maradt tizenöt hétig, kiérdemelve a 23. helyet az év végi listán

| #   | Cím                                    | Előadó(k) |
| --- | -------------------------------------- | --- |
| 1   | Heat Waves                             | Glass Animals |
| 2   | As It Was                              | Harry Styles |
| 3   | Stay                                   | The Kid Laroi és Justin Bieber                                                                                       |
| 4   | Easy on Me                             | Adele |
| 5   | Shivers                                | Ed Sheeran |
| 6   | First Class                            | Jack Harlow |
| 7   | Big Energy                             | Latto |
| 8   | Ghost                                  | Justin Bieber |
| 9   | Super Gremlin                          | Kodak Black |
| 10  | Cold Heart (Pnau remix)                | Elton John és Dua Lipa                                                                                               |
| 11  | Wait for U                             | Future, Drake és Tems közreműködésével                                                                               |
| 12  | About Damn Time                        | Lizzo |
| 13  | Bad Habits                             | Ed Sheeran |
| 14  | Thats What I Want                      | Lil Nas X |
| 15  | Enemy                                  | Imagine Dragons és JID                                                                                               |
| 16  | Industry Baby                          | Lil Nas X és Jack Harlow                                                                                             |
| 17  | ABCDEFU                                | Gayle |
| 18  | Need to Know                           | Doja Cat |
| 19  | Wasted on You                          | Morgan Wallen |
| 20  | Me Porto Bonito                        | Bad Bunny és Chencho Corleone                                                                                        |
| 21  | Woman                                  | Doja Cat |
| 22  | Tití Me Preguntó                       | Bad Bunny |
| 23  | Running Up That Hill (A Deal with God) | Kate Bush |
| 24  | We Don’t Talk About Bruno              | Carolina Gaitán, Mauro Castillo, Adassa, Rhenzy Feliz, Diane Guerrero, Stephanie Beatriz és az Encanto szereposztása |
| 25  | Late Night Talking                     | Harry Styles |
| 26  | I Like You (A Happier Song)            | Post Malone, Doja Cat közreműködésével                                                                               |
| 27  | You Proof                              | Morgan Wallen |
| 28  | Bad Habit                              | Steve Lacy |
| 29  | Sunroof                                | Nicky Youre and Dazy                                                                                                 |
| 30  | One Right Now                          | Post Malone és a the Weeknd                                                                                          |
| 31  | Good 4 U                               | Olivia Rodrigo |
| 32  | Numb Little Bug                        | Em Beihold |
| 33  | Jimmy Cooks                            | Drake, 21 Savage közreműködésével                                                                                    |
| 34  | ’Til You Can’t                         | Cody Johnson |
| 35  | Fancy Like                             | Walker Hayes |
| 36  | The Kind of Love We Make               | Luke Combs |
| 37  | I Ain’t Worried                        | OneRepublic |
| 38  | Break My Soul                          | Beyoncé |
| 39  | Something in the Orange                | Zach Bryan |
| 40  | Save Your Tears                        | The Weeknd és Ariana Grande                                                                                          |
| 41  | Smokin out the Window                  | Silk Sonic (Bruno Mars és Anderson .Paak)                                                                            |
| 42  | Levitating                             | Dua Lipa |
| 43  | In a Minute                            | Lil Baby |
| 44  | Moscow Mule                            | Bad Bunny |
| 45  | You Right                              | Doja Cat és the Weeknd                                                                                               |
| 46  | She Had Me at Heads Carolina           | Cole Swindell |
| 47  | Vegas                                  | Doja Cat |
| 48  | Pushin P                               | Gunna és Future, Young Thug közreműködésével                                                                         |
| 49  | Buy Dirt                               | Jordan Davis és Luke Bryan                                                                                           |
| 50  | I Hate U                               | SZA |
| 51  | Boyfriend                              | Dove Cameron |
| 52  | Glimpse of Us                          | Joji |
| 53  | Surface Pressure                       | Jessica Darrow |
| 54  | Fall in Love                           | Bailey Zimmerman |
| 55  | Love Nwantiti (Ah Ah Ah)               | CKay |
| 56  | Super Freaky Girl                      | Nicki Minaj |
| 57  | Hrs and Hrs                            | Muni Long |
| 58  | Sand in My Boots                       | Morgan Wallen |
| 59  | Mamiii                                 | Becky G és Karol G                                                                                                   |
| 60  | Knife Talk                             | Drake, 21 Savage és Project Pat közreműködésével                                                                     |
| 61  | AA                                     | Walker Hayes |
| 62  | Sweetest Pie                           | Megan Thee Stallion és Dua Lipa                                                                                      |
| 63  | Provenza                               | Karol G |
| 64  | Essence                                | Wizkid, Justin Bieber és Tems közreműködésével                                                                       |
| 65  | All I Want for Christmas Is You        | Mariah Carey |
| 66  | Bam Bam                                | Camila Cabello, Ed Sheeran közreműködésével                                                                          |
| 67  | 5 Foot 9                               | Tyler Hubbard |
| 68  | Get Into It (Yuh)                      | Doja Cat |
| 69  | Efecto                                 | Bad Bunny |
| 70  | Rock and a Hard Place                  | Bailey Zimmerman |
| 71  | Doin’ This                             | Luke Combs |
| 72  | Oh My God                              | Adele |
| 73  | Better Days                            | Neiked, Mae Muller és Polo G                                                                                         |
| 74  | Meet Me at Our Spot                    | The Anxiety: Willow és Tyler Cole                                                                                    |
| 75  | Fingers Crossed                        | Lauren Spencer-Smith                                                                                                 |
| 76  | All Too Well (Taylor’s Version)        | Taylor Swift |
| 77  | Party                                  | Bad Bunny és Rauw Alejandro                                                                                          |
| 78  | Después de la Playa                    | Bad Bunny |
| 79  | You Should Probably Leave              | Chris Stapleton |
| 80  | Rockin’ Around the Christmas Tree      | Brenda Lee |
| 81  | Broadway Girls                         | Lil Durk, Morgan Wallen közreműködésével                                                                             |
| 82  | Take My Name                           | Parmalee |
| 83  | What Happened to Virgil                | Lil Durk, Gunna közreműködésével                                                                                     |
| 84  | Puffin on Zootiez                      | Future |
| 85  | Like I Love Country Music              | Kane Brown |
| 86  | Jingle Bell Rock                       | Bobby Helms |
| 87  | Ojitos Lindos                          | Bad Bunny és Bomba Estéreo                                                                                           |
| 88  | Trouble with a Heartbreak              | Jason Aldean |
| 89  | A Holly Jolly Christmas                | Burl Ives |
| 90  | Kiss Me More                           | Doja Cat, SZA közreműködésével                                                                                       |
| 91  | She Likes It                           | Russell Dickerson, Jake Scott közreműködésével                                                                       |
| 92  | Never Say Never                        | Cole Swindell és Lainey Wilson                                                                                       |
| 93  | Damn Strait                            | Scotty McCreery |
| 94  | She’s All I Wanna Be                   | Tate McRae |
| 95  | Last Night Lonely                      | Jon Pardi |
| 96  | Flower Shops                           | Ernest, Morgan Wallen közreműködésével                                                                               |
| 97  | To the Moon                            | Jnr Choi és Sam Tompkins                                                                                             |
| 98  | Unholy                                 | Sam Smith és Kim Petras                                                                                              |
| 99  | One Mississippi                        | Kane Brown |
| 100 | Circles Around This Town               | Maren Morris |